# Alon Hilu
Alon Hilu (en hebreo: אלון חילו‎; Jaffa, 21 de junio de 1972) es un escritor israelí.
Su primera novela, Death of a Monk fue publicada en 2004, con la que ganó el Premio Presidencial de Literatura dos años más tarde. Ha sido traducida a varios idiomas.
En febrero de 2008 ha publicado su segunda novela: "The House of Dajani".
Comenzó escribiendo relatos cortos como "Iton 77", (1992) y "Moznaim", (1993).